# Aronson Corner
L'Aronson Corner è la parete rocciosa posta all'estremità di una dorsale coperta di neve tra il Mummery Cliff e i Chevreul Cliffs, nella Scarpata dei Pionieri della Catena di Shackleton, nella Terra di Coats in Antartide.
Fu fotografato dagli aerei della U.S. Navy nel 1967 e ispezionato successivamente nel 1968-71 dalla British Antarctic Survey. Ricevette questa denominazione dal Comitato britannico per i toponimi antartici in associazione con il gruppo degli esploratori polari presenti nella zona, in onore dell'americano Louis V. Aronson, fondatore dell'azienda Ronson, che aveva introdotto sul mercato il primo accendino portatile a benzina, inizialmente chiamato "torcia da trincea".